# 颱風梅花 (2022年)
颱風梅花（英語：Typhoon Muifa，國際編號：2212，聯合颱風警報中心：WP142022，菲律賓大氣地球物理和天文管理局：Inday）是2022年太平洋颱風季第12個被命名的風暴。「梅花」一名由澳門提供，梅花耐寒，代表中國人一種堅毅的精神。

## 發展過程
9月4日，一個熱帶擾動在硫磺島西南方海域生成，美國海軍研究實驗室給予擾動編號91W。
9月5日下午5時，日本氣象廳將其升格為熱帶低氣壓。晚上8時30分，聯合颱風警報中心將其評級提升為「中」。
9月6日上午11時30分，聯合颱風警報中心將其評級提升為「高」，並對其發布熱帶氣旋形成警報。下午2時，香港天文台將其升格為熱帶低氣壓。晚上8時，聯合颱風警報中心將其升格為熱帶低氣壓，給予熱帶氣旋編號14W。
9月7日上午8時，聯合颱風警報中心率先將其升格為熱帶風暴。同時，台灣中央氣象局將其升格為熱帶性低氣壓，給予編號TD15。下午2時，日本氣象廳對其發佈烈風警報。
9月8日上午8時，日本氣象廳將其升格為熱帶風暴，給予國際編號2212，並命名「梅花」。同時，台灣中央氣象局和香港天文台分別將其升格為輕度颱風和熱帶風暴。
9月9日凌晨2時，中國國家氣象中心率先將其升格為強熱帶風暴。上午8時，香港天文台將其升格為強烈熱帶風暴。晚間8時，日本氣象廳將其升格為強烈熱帶風暴。
9月10日凌晨2時，聯合颱風警報中心率先將其升格為颱風。上午8時，日本氣象廳將其升格為颱風。上午11時，中國國家氣象中心將其升格為颱風。中午12時，香港天文台將其升格為颱風。下午2時，台灣中央氣象局將其升格為中度颱風。同時，澳門地球物理暨氣象局將其升格為颱風。
9月11日凌晨2時，香港天文台和澳門地球物理暨氣象局將其升格為強颱風。凌晨3時，中國國家氣象中心將其升格為強颱風。
9月12日下午2時，澳門地球物理暨氣象局將其降格為颱風。晚間8時，香港天文台將其降格為颱風。
9月14日上午11時，香港天文台再度將其升格為強颱風，卻在事後報告把這次升格撤銷。下午2時，澳門地球物理暨氣象局再度將其升格為強颱風。晚間8時，香港天文台和澳門地球物理暨氣象局再度將其降格為颱風。晚間8時30分左右，中國國家氣象中心表示梅花於浙江省舟山市普陀区沿海登陸。
9月15日凌晨0時30分左右，中國國家氣象中心表示梅花於上海市奉賢區沿海再度登陸。上午8時，台灣中央氣象局將其降格為輕度颱風。同時，聯合颱風警報中心將其降格為熱帶風暴。中午12時，中國國家氣象中心將其降格為熱帶風暴。下午2時，日本氣象廳將其降格為熱帶風暴。
下午4時，香港天文台將其降格為熱帶風暴。
9月16日凌晨0時左右，中國國家氣象中心表示梅花於山東省青島市嶗山區沿海第三次登陸。上午8時，日本氣象廳表示梅花轉化為溫帶氣旋。中午12時40分左右，中國國家氣象中心表示梅花於遼寧省大連市金普新區第四次登陸。至此台风梅花成为首个四次登陆中国大陆的台风，也是21世紀首個登陆中國东北的台风。
9月17日下午2時，日本氣象廳在天氣圖上移除該系統。

## 影響

### 中國大陸
中央氣象台發布之最高颱風預警信號： 颱風紅色預警信號
受台风梅花影响，长三角铁路于9月12日启动防洪防台II级响应，13日起停运沪昆铁路、萧甬铁路、京沪铁路等普速线的部分旅客列车。长三角超380列列车停运。台风所带来的風雨波及福建、江西、浙江、上海、安徽、江蘇、山東、河北、河南（東部局地）、遼寧、吉林等11個省市。

#### 浙江省
9月13日17时，浙江省防汛防台抗旱指揮部將防颱風急響應提升至一級。寧波、舟山、台州、嘉兴和绍兴等地9月14日停課。浙江全境A级景区暂停运营，图书馆、博物馆、文化馆、美术馆等公共文化场馆暂停开放，所有文化和旅游活动取消或延期。宁波机场、台州机场、舟山机场已取消9月14日全部航班。宁波市于9月14日暂停执行除机场、火车站、高速卡口、高速服务区外的72小时常态化核酸检测查验要求，直至防台风应急响应解除。14日14时起，甬台温铁路宁波至台州段停运；14日16时起，宁波地区所有列车停运。宁波轨道交通14时起暂停1、2、3、4号线高架区段运营。浙江省轉移72萬人。全省沿海船舶全部回港停運。14日18時以後，杭州蕭山機場取消所有航班，浙江沿海船舶全部回港停運。14日20时起，宁波地铁全线网暂停运营。9月15日，宁波、舟山中小学、幼儿园、校外培训机构继续停课。

##### 舟山市
9月12日起，舟山市定海区所有A级景区暂时关闭。9月13日起，定海区所有公共文体场馆暂时关闭。岱山县、朱家尖、普陀山各景区关闭，舟山体育馆、舟山体育场和舟山市全民健身中心场馆暂停对外开放。岱山县、沈家门、普陀山等航線停航。

#### 上海市
当地發布之最高颱風預警信號： 颱風橙色預警信號
上海中心气象台于9月13日19时发布台风蓝色预警信号，同时启动防汛防台Ⅳ级响应。崇明三岛客轮、洋山客轮均已停航（长横渡船除外），黄浦江游览船、轮渡视情况采取停航、避风等措施。9月14日7时，升级为台风黄色预警信号。受台风影响，9月14日上海虹桥、浦东两大机场取消航班589架次，占原定航班数量的一半以上。當天16时00分更新为台风橙色预警信号，上海市啟動防汛防台Ⅱ级响应行动。晚21时起，上海地铁地面、高架线路采取缩线或停运等措施。洋山深水港所有碼頭均已停止作業，上海沿海船舶全部回港停運。截至9月14日17时，上海共取消铁路客运58列次，取消公路长途客运42班次，机场港口关停18个次，取消航空航班589班次，取消轮船航班16班次。全市景区关闭24个，公园关闭4个。受颱風影響，黄浦江水漫过外滩亲水平台。14日21点起，普陀区除同济医院、儿童医院、普陀区中心医院、普陀区人民医院、普陀区利群医院继续提供核酸采样服务外，其他常态化核酸采样点暂停服务。9月15日，奉贤区各中小幼学校停课半天，松江区各中小幼学校推迟2小时到校。上海一共转移了42.6万人，创下上海因台风转移人数的新纪录。颱風登陸奉賢後，奉贤道路短时积水38处，树木倒伏1163棵，五四地区因树木倒伏导致2个居民小区约1000户居民的电力中断。随着台风“梅花”已远离上海，15日9时35分，上海解除台风蓝色预警信号，同步终止全市防汛防台Ⅳ级响应行动。
台风梅花横穿上海，但上海中心气象台发布的最高预警仅为橙色，全市不停工，因此受到一定争议，甚至有人称之为“李氏力场”。上海气象台就此回应称“登陆不登陆不是发红警的依据”，并将此次台风与2106“烟花”对比进行解释。

#### 江苏省
当地發布之最高颱風預警信號： 颱風橙色預警信號
9月13日下午，江苏发布台风黄色预警、海区大风橙色预警信号。同日晚，江苏防台风应急响应提升至Ⅲ级。9月14日15时51分，江苏省气象台更新发布台风橙色预警信号。受台风天气影响，苏州、无锡、南通、连云港等地多个景区已暂停开放，苏南硕放机场14日18时至15日18时暂停航班运营。无锡市则采取户外在建工地一律停工、中小学校、幼托园所和校外培训机构停课公园、旅游景点一律闭园闭馆，水上旅游全部停止、轨道交通高架区段和部分车站停运，公共交通等按照要求及时调整运营方案等措施。

#### 山东省
当地發布之最高颱風預警信號： 颱風黃色預警信號
9月13日12时，山东省防指决定发布防汛防台风预警。同日15时30分，山东省气象台发布台风蓝色预警并继续发布海上大风黄色预警。9月14日12时，山东省启动防汛防台风四级应急响应。山東多个景区因台风天气影响暂停开放。同日16时升级发布台风黄色和海上大风橙色预警，发布暴雨黄色和内陆大风黄色预警。山東海上渔船全部回港避风。

### 臺灣
- 當地評定之巔峰強度分級：（CWA）
- 當地評定之最高持續風速：43每秒（84節；150每小時）（十分鐘）

當地發布之颱風警報：海上颱風警報
| 彭佳嶼 · 19.5 m/s板橋 · －鞍部 · 12.9 m/s竹子湖 · 4.4 m/s淡水 · 5 m/s基隆 · 9.4 m/s臺北 · 6.5 m/s新屋 · －新竹 · 4.5 m/s宜蘭 · 7.8 m/s蘇澳 · 7.5 m/s花蓮 · 7.1 m/s成功（新港） · 7.1 m/s臺東 · 3 m/s大武 · 4 m/s蘭嶼 · 9.1 m/s臺中 · 4.6 m/s梧棲 · －日月潭 · 3.7 m/s阿里山 · 4.7 m/s嘉義 · 6.3 m/s玉山 · 7.3 m/s臺南 · 8 m/s高雄 · －恆春 · 6.6 m/s澎湖 · 6.7 m/s東吉島 · 14.3 m/s金門 · 5.2 m/s馬祖 · 5.7 m/sclass=notpageimage\| 中華民國交通部中央氣象署署屬氣象測站測得最大持續風力。圖例： · 測得5級風或以下 · 測得6至7級風 · 測得8至9級風 | 彭佳嶼 · 27.7 m/s板橋 · －鞍部 · 24.9 m/s竹子湖 · 16.8 m/s淡水 · 18.4 m/s基隆 · 20.4 m/s臺北 · 12.8 m/s新屋 · －新竹 · 11.5 m/s宜蘭 · 15.7 m/s蘇澳 · 19.5 m/s花蓮 · 14.1 m/s成功（新港） · 13.3 m/s臺東 · 6.3 m/s大武 · 7.2 m/s蘭嶼 · 16.7 m/s臺中 · 12.5 m/s梧棲 · －日月潭 · 9.7 m/s阿里山 · 12.2 m/s嘉義 · 13.3 m/s玉山 · 16.1 m/s臺南 · 16.3 m/s高雄 · －恆春 · 15.5 m/s澎湖 · 14.1 m/s東吉島 · 19.2 m/s金門 · 8.4 m/s馬祖 · 12 m/sclass=notpageimage\| 中華民國交通部中央氣象署署屬氣象測站測得最大陣風。圖例： · 測得5級風或以下 · 測得6至7級風 · 測得8至9級風 · 測得10至11級風 |

由於颱風梅花逐漸接近臺灣，交通部中央氣象局於9月11日上午8時30分發布海上颱風警報，警戒區域包含台灣東北部海面、東南部海面含蘭嶼和綠島。同時對基隆北海岸、臺北市山區、新北市、桃園市山區、宜蘭縣發布大雨特報。上午11時30分氣象局表示梅花颱風已略為增強，警戒區再增北部海面。下午1時20分，針對新北市山區、桃園市山區，發布豪雨特報，並將基隆市、台北市、新竹縣、宜蘭縣，列為大雨特報區域。
隨著梅花逐漸北上，暴風圈逐漸遠離台灣北部海域，中央氣象局於9月13日下午17時30分解除海上颱風警報。
9月13日，台灣北部多個縣市出現暴雨。清晨4點57分，台鐵平溪線有列車行駛期間撞上巨石，列車機件受損，7點40分落石清理完畢，恢復通車。中午12點20分，4821次區間車經過清晨落石地點附近時，再次被掉落石塊砸中車身。受前述兩次落石影響，平溪線十分至菁桐段預警性封閉。

### 日本
當地發布之最高風力警報：暴风警报
梅花經過石垣島期間，至少有2人受傷。

### 香港
梅花外圍下沉氣流加上重慶反氣旋增強影響，日間天氣繼續非常乾燥和酷熱，9月13日天文台下午錄得最高氣溫35.9℃，打破一週前的紀錄，上水同日日間更錄得破記錄的38.2℃高溫，成為有紀錄以來最熱的9月天。

## 熱帶氣旋警告使用紀錄

### 中國大陸
| 国家气象中心 颱風預警信號 | 国家气象中心 颱風預警信號 | 国家气象中心 颱風預警信號 |
| ------------------------- | ------------------------- | ------------------------- |
| 上一熱帶氣旋              | 颱風藍色預警信號          | 下一熱帶氣旋              |
| 超強颱風軒嵐諾            | 颱風藍色預警信號          | 超強颱風奧鹿              |
| 超強颱風軒嵐諾            | 颱風黃色預警信號          | 超強颱風奧鹿              |
| 颱風馬鞍                  | 颱風橙色預警信號          | 強熱帶風暴泰利            |
| 强台风巴威                | 颱風紅色預警信號          | 超強颱風杜蘇芮            |

### 臺灣
| 交通部中央氣象局 颱風警報 | 交通部中央氣象局 颱風警報 | 交通部中央氣象局 颱風警報 |
| ------------------------- | ------------------------- | ------------------------- |
| 上一熱帶氣旋              | 海上颱風警報              | 下一熱帶氣旋              |
| 強烈颱風軒嵐諾            | 海上颱風警報              | 中度颱風納沙              |

## 外部連結
| 太平洋颱風季             |
| 主題頁 - 專題 - 編輯指南 |

- （日語）日本氣象廳首頁 （页面存档备份，存于）
- （英文）聯合颱風警報中心首頁 （页面存档备份，存于）
- （简体中文）中國國家氣象中心首頁 （页面存档备份，存于）
- （繁體中文）臺灣中央氣象局首頁 （页面存档备份，存于）
- （繁體中文）香港天文台首頁 （页面存档备份，存于）
- （繁體中文）澳門地球物理暨氣象局首頁 （页面存档备份，存于）
- （英文）菲律賓大氣地球物理和天文管理局 惡劣天氣公告 （页面存档备份，存于）
- （泰文）泰國氣象局首頁 （页面存档备份，存于）